# Parotia
Parotia là một chi chim trong họ Paradisaeidae.